# Capone (raper)
Capone, właśc. Kiam Akasi Holley (ur. 8 lutego 1976 w Nowym Jorku) – amerykański raper pochodzący z Queens w Nowym Jorku. Najbardziej znany z występów w duecie z N.O.R.E. jako Capone-N-Noreaga.

## Życiorys
Podczas pobytu w zakładzie karnym we wczesnych latach 90. XX w. poznał Victora Santiago, Jr., znanego lepiej jako N.O.R.E., z którym po wyjściu z więzienia założył duet Capone-N-Noreaga. Obaj dołączyli do wytwórni Penalty Recordings w 1996, a ich debiutancki album zatytułowany The War Report został wydany 17 czerwca 1997. Po wydaniu płyty Holley ponownie trafił do zakładu karnego za naruszenie warunków zwolnienia warunkowego. W tym czasie Noreaga udzielał się solowo. Po wyjściu z więzienia Holley wspólnie z Santiago w 2000 wydał drugi album pt. The Reunion.
W 2004 raper nagrał utwór pt. „I Need Speed” specjalnie na ścieżkę dźwiękową do gry komputerowej Need for Speed: Underground 2.
Holley z pochodzenia jest Haitańczykiem.

## Dyskografia
Źródło.
- Da Streets Vol. 1 (2004)
- Pain, Time & Glory (2005)
- Menace 2 Society (2006)
- Revenge is a Promise (2009)